# Notomma galbanum
Notomma galbanum är en tvåvingeart som beskrevs av Munro 1952. Notomma galbanum ingår i släktet Notomma och familjen borrflugor. Inga underarter finns listade i Catalogue of Life.